# Фелдеші Петро Андрійович
Фелдеші Петро Андрійович (Feldeshi Petr; 22 червня 1944, Мукачеве, Закарпаття) — український художник, графік, аквареліст. Заслужений художник України (2006).

## Біографія
Народився 22 червня 1944 року в місті Мукачеве, що на Закарпатті. У 1951–1958 роках навчався в мукачівській школі № 1. По тому вступив до Ужгородського училища прикладного мистецтва, яке закінчив 1963 року. Педагоги за фахом — Ернест Контратович, Антон Шепа, Павло Балла.
У 1964–1967 роках служив у Росії.
Член НСХУ з 1978 року.
Живе і працює в Мукачевому.
2009 року відбулася персональна виставка з 50 великих полотен у міській картинній галереї Мукачевого. Крім Закарпаття художник знаний також у Словаччині та Угорщині, де проходили його персональні виставки.
Дружина — Любов Фелдеші, пасторка закарпатської харизматичної Об'єднаної Християнської Євангельської Церкви Живого Бога у російськомовній громаді міста Будапешт, координатора громад цієї церкви у Західній Європі. Разом з нею Петро Фелдеші веде місіонерську діяльність за кордоном.

## Творчість
Основні твори: «Королі ночі» (1996), «Трійця» (1999), «Діалог» (1999), «Колядники» (2000), «Комедіанти» (2000).
За словами Одарки Долгош-Сопко, голови секції графіки Закарпатської організації НСХУ: «У фігуративних композиціях Петра Фелдеші можна побачити динамізм та експресію, неприховані емоції пережитого, поєднання комічного з трагічним».
Роботи знаходяться у Дирекції виставок НСХУ, Дирекції художніх виставок Міністерства культури і туризму України.

## Відзнаки
- 1999 — Лауреат обласної премії імені Й. Бокшая та А. Ерделі (в галузі образотворчого мистецтва).
- 2006 — Заслужений художник України.[2]

## Цитати
- Щодо митців Закарпаття, то вони всі разом, як гори Карпати, більші і менші, які продовжують рости і понижатись, серед яких є свої Говерли і Петроси…, але це єдиний Карпатський хребет — Закарпатська школа живопису.[10]